# Murati (jezioro)
Murati (est. Murati järv, łot. Murata ezers, Murats) – jezioro znajdujące się na pograniczu estońsko-łotewskim. Leży na południowym krańcu wyżyny Haanja. Okolice jeziora stanowią wzgórza morenowe porośnięte lasem oraz bagna. W pobliżu znajdują się estońskie wsie Kuklase, Murati i Laisi.
Jezioro ma podłużny kształt w kierunku północno-wschodnim / południowo-zachodnim. Maksymalna długość jeziora wynosi 1800 m, natomiast maksymalna szerokość 700 m. Długość linii brzegowej to 5254 m. Powierzchnia lustra wody, które znajduje się 171,9 m n.p.m. wynosi 65,8 ha. Większość jeziora znajduje się w Estonii. Jedynie południowa część o powierzchni 9,5 ha należy do Łotwy. Maksymalna głębokość jeziora to 4,3 m, natomiast średnia 3,6 m. Na jego dnie zalega warstwa błota dochodzą do 1 m grubości.
Obszar zlewni jeziora wynosi 84,3 km². Zasila je rzeka Kuura wpływająca od północno-wschodu oraz 3 mniejsze cieki, w tym strumień Allumäe wypływający z jeziora Majori. Z jeziora Murati wypływa rzeka Vaidva, która jest dopływem Mustjõgi wpadającej do rzeki Gauja, która uchodzi do Zatoki Ryskiej. Wymiana wody w jeziorze zachodzi 9 razy w ciągu roku, średnio co 5 do 6 tygodni.
W jeziorze występują takie gatunki ryb jak leszcz, płoć, okoń, szczupak, wzdręga, jazgarz, karaś i lin.